# Émile Jouan de Kervenoaël
Émile Jouan de Kervenoaël est un homme politique français né le 4 octobre 1862 à Nantes (Loire-Atlantique) et mort le 27 août 1945 à La Verrie (Vendée).

## Biographie

### Origines familiales
Membre de la famille Jouan de Kervenoaël, une famille noble de Bretagne, Emile-Jules-Marie-Gabriel Jouan de Kervenoaël est le fils de l'intendant général Henri Jouan de Kervenoaël, conseiller municipal de Nantes et président du comité nantais de la Croix-Rouge, et de Lydie Maillard de La Gournerie. 

### Carrière
Docteur en droit, il s'engage en politique dans le parti monarchiste et catholique. Il devient président de l'union des chefs de famille de Vendée, du comité de Luçon de l'œuvre des Bons Enfants, du Syndicat Agricole et de la Société de secours mutuels de La Verrie, mais aussi secrétaire général de la Société d'émulation de la Vendée, et président d'une société de préparation militaire. Il crée un hôpital auxiliaire au cours de la Grande Guerre.
Conseiller général et maire de La Verrie, il est député de la Vendée de 1924 à 1928 et siège à droite, sans s'inscrire à un groupe.

### Descendance
Il épouse à Bourges, le 24 août 1892, Magdeleine de Saint-Exupéry, fille d'Albert de Saint-Exupéry, et de Marie de Bengy, dont notamment :
- Hubert (1894-1972), assureur, maire d'Osmery.
- Hervé (1895-1973), officier aviateur, viticulteur.
- Louis (1897-1917), maréchal des logis au 58e régiment d'artillerie, mort pour la France.
- Joseph (1902-1989)
- Alain (1909-1934)

## Source
- « Émile Jouan de Kervenoaël », dans le Dictionnaire des parlementaires français (1889-1940), sous la direction de Jean Jolly, PUF, 1960 [détail de l’édition]
- Henri de La Messelière, Les Filiations bretonnes, Saint-Brieuc, Prud'homme, 1914, tome III, p. 198.